# Марион (округ, Канзас)
Ма́рион (англ. Marion County) — округ в США, штате Канзас. Официально образован 30 августа 1855 года. По состоянию на 2010 год, численность населения составляла 12 660 человек. Получил своё название в честь американского военного деятеля и участника Войны за независимость США Фрэнсиса Мэриона.

## География
По данным Бюро переписи США, общая площадь округа равняется 2 469,7 км², из которых 2 442,6 км² суша и 27,00 км² или 1,09 % это водоёмы.

## Население
По данным переписи населения 2000 года в округе проживает 13 361 жителей в составе 5 114 домашних хозяйств и 3 687 семей. Плотность населения составляет 5,00 человек на км2. На территории округа насчитывается 5 882 жилых строений, при плотности застройки около 2,00-х строений на км2. Расовый состав населения: белые — 97,06 %, афроамериканцы — 0,47 %, коренные американцы (индейцы) — 0,59 %, азиаты — 0,19 %, гавайцы — 0,01 %, представители других рас — 0,55 %, представители двух или более рас — 1,14 %. Испаноязычные составляли 1,92 % населения независимо от расы.
В составе 30,50 % из общего числа домашних хозяйств проживают дети в возрасте до 18 лет, 63,80 % домашних хозяйств представляют собой супружеские пары проживающие вместе, 5,50 % домашних хозяйств представляют собой одиноких женщин без супруга, 27,90 % домашних хозяйств не имеют отношения к семьям, 25,20 % домашних хозяйств состоят из одного человека, 14,20 % домашних хозяйств состоят из престарелых (65 лет и старше), проживающих в одиночестве. Средний размер домашнего хозяйства составляет 2,46 человека, и средний размер семьи 2,94 человека.
Возрастной состав округа: 24,80 % моложе 18 лет, 7,90 % от 18 до 24, 23,50 % от 25 до 44, 22,70 % от 45 до 64 и 22,70 % от 65 и старше. Средний возраст жителя округа 41 лет. На каждые 100 женщин приходится 95,10 мужчин. На каждые 100 женщин старше 18 лет приходится 92,20 мужчин.
Средний доход на домохозяйство в округе составлял 34 500 USD, на семью — 41 386 USD. Среднестатистический заработок мужчины был 30 236 USD против 21 119 USD для женщины. Доход на душу населения составлял 16 100 USD. Около 4,80 % семей и 8,30 % общего населения находились ниже черты бедности, в том числе — 9,50 % молодёжи (тех, кому ещё не исполнилось 18 лет) и 9,70 % тех, кому было уже больше 65 лет.